# 685
Cette page concerne l'année 685  du calendrier julien. Pour l'année 685 av. J.-C., voir 685 av. J.-C.
L'année 685 est une année commune qui commence un dimanche.

## Événements
- 5 février : le roi du Kent Hlothhere est vaincu et tué par son neveu Eadric qui prend le pouvoir avec l'aide des Saxons du Sud[1].

- 5 mai : le bouddhisme devient religion d'État au Japon. Des autels sont dressés à Bouddha dans chaque maison japonaise[2].
- 7 mai : mort de Marwan Ier. Début du règne de Abd al-Malik calife de Damas (fin en 705)[3]. À partir de son règne, la politique omeyyade se caractérise par un effort pour mieux organiser l’empire et arabiser l’administration[4].
- 20 mai : bataille de Nechtansmere ou de Dunnichen : les Pictes de Brude Mac Bili, alliés aux Bretons, repoussent les Anglo-Saxons du royaume de Northumbrie et fixent leur frontière au Firth of Forth, en Écosse. Le roi de Northumbrie Ecgfrith est tué dans la bataille[5]. Son frère Aldfrith lui succède.
- 23 juillet[6] : début du pontificat de Jean V (fin en 686).
- 14 septembre : mort de Constantin IV Pogonate[7]. Début du premier règne de Justinien II Rhinotmète, empereur byzantin (fin en 695). Il pratique une politique de repeuplement des régions désertées par des déportations massives.
- octobre : Moukhtar ath-Thaqafi prend le pouvoir à Koufa.

- Réforme des titres au Japon : le nombre des kabane est réduit à huit[8].
- Les Arabes battent et tuent le roi de Kaboul révolté contre leur autorité depuis 683[9].

- Le prince d'Arménie Grigor Ier Mamikonian est tué dans un combat contre les Khazars qui ont envahi le nord du pays[10]. Achot II Bagratouni est désigné par le calife pour le remplacer.
- Révolte des kharidjites (685-699) qui choisirent Nagdah ibn Amir comme calife (mort en 692). Il contrôle le centre et l'est de L'Arabie[11].

- Cædwalla de Wessex envahit le Sussex et tue son roi Æthelwalh. Il est battu et repoussé par les lieutenants de Æthelwalh, Berthun et Andhun[12].
- Éruption du Vésuve[13].

## Naissances en 685
- Charles Martel, né entre 685 et 689.

## Décès en 685
- 6 février : Hlothhere, roi du Kent depuis 673[14].
- 8 mai : Benoît II, pape.
- 20 mai : Ecgfrith, roi de Northumbrie depuis 670[15].
- 14 septembre : Constantin IV Pogonate, empereur byzantin.
- sans date : Anania de Shirak (né en 610), mathématicien, géographe et philosophe arménien.